# Veľký Šariš (stacja kolejowa)
Veľký Šariš – stacja kolejowa znajdująca się w mieście Wielki Szarysz w powiecie Preszów w kraju preszowskim na Słowacji.